# شایوپوشپوکی
شایوپوشپوکی (به مجاری:  Sajópüspöki) یک منطقهٔ مسکونی در مجارستان است که در بورشود-آبااوی-زمپلن واقع شده‌است.